# Otto Verhagen (1885-1951)
Otto Verhagen (Wadenoijen, 19 augustus 1885 - Den Haag, 27 augustus 1951) was een Nederlands kunstschilder, tekenaar en belastingambtenaar.

## Leven en werk
Verhagen was lid van de patriciaatsfamilie Verhagen en een zoon van belastingambtenaar Otto Verhagen (1857-1929) en Johanna Philippina Reepmaker van Belle (1855-1929), lid van de patriciaatsfamilie Reepmaker. Hij was de vader van beeldend kunstenaar Otto Verhagen (1919-2003).
Verhagen was ontvanger registratie en domeinen en van 1916 tot 1918 belastinginspecteur. Bekender werd hij door zijn beeldende kunst. Hij schilderde in de trant van de symbolisten, en wordt wel beschouwd als een navolger van Aubrey Beardsley; zijn werk was verwant aan dat van de Nederlandse kunstenaars Carel de Nerée tot Babberich en René Gockinga.